# يوخن نيكل
يوخن نيكل (بالألمانية: Jochen Nickel) (و. 1959 – م) هو ممثل من ألمانيا . ولد في فيتن.

## روابط خارجية
- يوخن نيكل على موقع IMDb (الإنجليزية)
- يوخن نيكل على موقع ألو سيني (الفرنسية)
- يوخن نيكل على موقع أول موفي (الإنجليزية)
- يوخن نيكل على موقع قاعدة بيانات الأفلام السويدية (السويدية)
- يوخن نيكل على موقع قاعدة بيانات الفيلم (الإنجليزية)
- يوخن نيكل على موقع كينوبويسك (الروسية)